# شبكة الصحفيين السودانيين
شبكة الصحفيين السودانيين هي كيان نقابي موازي للاتحاد العام للصحفيين السودانيين، أنشئ بمبادرة من عدد من الصحفيين في العام 2008 للدفاع عن الحريات الصحفية، والشبكة منذ تأسيسها في عام 2008م تعتبر أول جسم نقابي يعلن مناهضته ومحاربته لحكومة البشير، وهي جماعة غير مسجلة رسمياً، تعتمد في تمويلها على اشتراكات عضويتها، وترفض تلقى أموال من جهة، وتخوض الشبكة هذه الفترة معركة استعادة نقابة الصحفيين، بعد أن حلت السلطات الاتحادات والنقابات.

## الشبكة وتجمع المهنيين السودانيين
تعتبر شبكة الصحفيين السودانيين، أحد الأجسام المؤسسة لتجمع المهنيين السودانيين ، الذي قاد الاحتجاجات التي أسفطت نظام الرئيس عمر البشير، بجانب لجنة المعلمين ولجنة أطباء السودان المركزية والتحالف الديمقراطي للمحامين وشبكة الصحفيين السودانيين ورابطة الأطباء البياطرة الديمقراطيين وتجمع أساتذة الجامعات ونقابة أطباء السودان الشرعية ولجنة مبادرة استعادة نقابة المهندسين.
يذكر أن الإعلام في تجمع المهنيين السودانيين يقع تحت إدارة الشبكة، وخاضت الشبكة تجربة مع منظمة اليونسكو لتدريب الصحفيين، وتطوير الإعلام، وتنادي الشبكة بضرورة تفكيك ومراجعة المؤسسات المملوكة للمؤتمر الوطني وحل أجهزة الإعلام التي تتبع لجهاز الأمن والمخابرات الوطني.

## قيادتها
تعتمد الشبكة على القيادة الجماعية عبر سكرتارية شبكة الصحفيين، ودرجت الشبكة على تنظيم وقفات احتجاجية ضد السياسات الحكومية التي تتعارض مع حرية الصحافة ودافعت عن الصحفيين السودانيين الذين واجهوا انتهاكات من قبل نظام البشير وتمت محاكمتهم في محكمة الصحافة والمطبوعات، كما ظلت تعتمد على التمويل الذاتي لأنشطتها.
تضم الشبكة في عضويتها الصحفيين الذين يعملون في مجال الصحافة المطبوعة والإذاعات والقنوات الفضائية.

## أهم الأحداث
في العام 2008، نظمت الشبكة وقفة احتجاجية أمام البرلمان السوداني ، رفضاً لإجازة قانون الصحافة والمطبوعات  وتم خلالها اعتقال 60 صحفي في حادثة هي الأولى من نوعها في تاريخ السودان.
في العام 2019 رشحت منظمة مراسلون بلا حدود شبكة الصحفيين السودانيين ضمن 12 مرشحا لثلاث فئات من جائزتها لحرية الصحافة، وخاضت الشبكة حملة كبرى لتعديل مسار تجمع المهنيين، وتدعوا لأن يعبر التجمع عن الثورة وتطلعات الجماهير.
في 2020 فازت الشبكة بجائزة منظمة "مراسلون بلا حدود – السويد" لحرية الصحافة 

## الذكرى الـ(11)
ويوم 23 ديسمبر احتفلت شبكة الصحفيين  بالذكرى الـ(11) على تأسيسها في مسرح المجلس القومي لرعاية الثقافة والفنون، وحضر العالية كل من وزير الثقافة والإعلام وعضو شبكة الصحفيين فيصل محمد صالح، ووكيل وزارة الإعلام الناطق الرسمي السابق لتجمع المهنيين وعضو شبكة الصحفيين الرشيد سعيد يعقوب، واحيت الحفلة الفنانة نانسي عجاج، أدناه أبرز ما جاء في خطاب الشبكة.
 تأكيد الالتزام بالموافقة غير المشروطة والدعم الكامل لمبادرات الأساتذة الأجلاء لتوحيد الوسط الصحفي، وصولا للجنة تسيير متفق عليها من القاعدة الصحفية.
عدم الدفع بأي عضو من سكرتارية الشبكة للجنة التسيير التزاما بوعدها السابق للقاعدة الصحفية والتزاما بعدم مشاركة عضويتها في أي منصب درءا لشبهات الإفادة من المواقع.
التواصل مع جميع أصحاب المبادرات لتوحيد الجهود والأفكار عبر اجتماع موسع قبل تنظيم الاجتماع العام، القبول مسبقا بأي خيار ترتضيه القاعدة الصحفية لممثليها للجنة التسيير، ردا للأمانة لأهلها.
مواصلة مسيرتها بدعم اللجنة المختارة وفي دفاعها عن قضايا الحريات، ومراقبة تنفيذ مهام وأهداف وشعارات ثورة ديسمبر الخالدة.

## انظر ايضاُ
امل هباني
صحف سودانية